# 14 février aux Jeux olympiques de 2006
Le mardi 14 février aux Jeux olympiques d'hiver de 2006 est le quatrième jour de compétition.

## Programme
- 09h00 : Curling (F) : phase préliminaire (2e session)
  -  Russie 7 - 5  Japon
  -  Suisse 4 - 5  Royaume-Uni
  -  Norvège 10 - 3  Suède
  -  États-Unis 5 - 11  Canada
- 10h00 : Ski de fond (F) : Sprint par équipe ; demi-finale 1
- 10h20 : Ski de fond (F) : Sprint par équipe ; demi-finale 2
- 10h40 : Ski de fond (H) : Sprint par équipe ; demi-finale 1
- 11h00 : Ski de fond (H) : Sprint par équipe ; demi-finale 2
- 11h20 : Ski de fond (F) : Sprint par équipe ; finale
- 11h40 : Ski de fond (H) : Sprint par équipe ; finale
- 12h00 : Ski alpin (H) : Descente du combiné
- 13h05 : Hockey sur glace (F) : Préliminaire groupe A ;  Italie 1-5  Russie
- 13h30 : Biathlon (H) : 10 km sprint
- 14h00 : Curling (H) : phase préliminaire (3e session)
  -  Norvège 7-2  Suisse
  -  Canada 7-8  Suède
  -  Allemagne 8-9  Italie
  -  États-Unis 10-4  Nouvelle-Zélande
- 15h35 : Hockey sur glace (F) : Préliminaire groupe A ;  Canada 8-1  Suède
- 16h00 : Luge (F) : Simple ; 3e manche
- 16h00 : Patinage de vitesse (F) : 500 m ; course 1
- 17h00 : Ski alpin (H) : Slalom du combiné ; 1re manche
- 17h40 : Luge (F) : Simple ; 4e manche
- 18h00 : Patinage de vitesse (F) : 500 m ; course 2
- 18h05 : Hockey sur glace (F) : Préliminaire groupe B ;  Allemagne 2-1  Suisse
- 09h00 : Curling (F) : phase préliminaire (3e session)
  -  Italie 7-10  Danemark
  -  États-Unis 5-6  Japon
  -  Canada 6-5  Russie
  -  Norvège 2-9  Suisse
- 19h00 : Patinage artistique (H) : programme court
- 19h30 : Ski alpin (H) : Slalom du combiné ; 2e manche
- 20h35 : Hockey sur glace (F) : Préliminaire groupe B ;  États-Unis 7-3  Finlande

(H) : Hommes ; (F) : Femmes ; (M) : Mixte
L'heure utilisée est l'heure de Turin : UTC+01 heure ; la même utilisée à Bruxelles, Genève et Paris.

## Finales

### Ski de fond - Sprint par équipe F
| Place | Nation    | Athlètes                                | Temps         |
| ----- | --------- | --------------------------------------- | ------------- |
| 1er   | Suède     | Anna Dahlberg et Lina Andersson         | 16 min 36 s 9 |
| 2e    | Canada    | Beckie Scott et Sara Renner             | 16 min 37 s 5 |
| 3e    | Finlande  | Aino Kaisa Saarinen et Virpi Kuitunen   | 16 min 39 s 2 |
| 4e    | Norvège   | Ella Gjoemle et Marit Bjørgen           | 16 min 48 s 1 |
| 5e    | Allemagne | Viola Bauer et Evi Sachenbacher Stehle  | 17 min 03 s 5 |
| 6e    | Russie    | Olga Moskalenko-Rotcheva et Alena Sidko | 17 min 08 s 5 |
| 7e    | Italie    | Arianna Follis et Gabriella Paruzzi     | 17 min 24 s 8 |
| 8e    | Japon     | Madoka Natsumi et Nobuko Fukuda         | 17 min 27 s 6 |

### Ski de fond - Sprint par équipe H
| Place | Nation     | Athlète                                 | Temps         |
| ----- | ---------- | --------------------------------------- | ------------- |
| 1er   | Suède      | Thobias Fredriksson et Björn Lind       | 17 min 02 s 9 |
| 2e    | Norvège    | Jens Arne Svartedal et Tor Arne Hetland | 17 min 03 s 5 |
| 3e    | Russie     | Ivan Alypov et Vassili Rotchev          | 17 min 05 s 2 |
| 4e    | Allemagne  | Jens Filbrich et Andreas Schlütter      | 17 min 14 s 0 |
| 5e    | Finlande   | Keijo Kurtilla et Lauri Pyykonen        | 17 min 21 s 5 |
| 6e    | Kazakhstan | Nikolay Chebotko et Yevgeniy Koschevoy  | 17 min 25 s 1 |
| 7e    | Pologne    | Maciej Kreczmer et Janusz Krezelok      | 17 min 26 s 3 |
| 8e    | Slovaquie  | Martin Bajčičák et Ivan Bátory          | 17 min 30 s 9 |

### Biathlon - 10 km sprint H
| Place | Nation    | Athlète          | Pénalités | Temps         |
| ----- | --------- | ---------------- | --------- | ------------- |
| 1er   | Allemagne | Sven Fischer     | 0         | 26 min 11 s 6 |
| 2e    | Norvège   | Halvard Hanevold | 0         | 26 min 19 s 8 |
| 3e    | Norvège   | Frode Andresen   | 1         | 26 min 31 s 3 |
| 4e    | Autriche  | Wolfgang Perner  | 1         | 26 min 51 s 6 |
| 5e    | France    | Vincent Defrasne | 1         | 26 min 54 s 2 |
| 6e    | Russie    | Ivan Tcherezov   | 0         | 27 min 09 s 0 |
| 7e    | Allemagne | Ricco Groß       | 0         | 27 min 15 s 1 |
| 8e    | Suède     | Mattias Nilsson  | 0         | 27 min 19 s 5 |

### Ski alpin - Combiné H
| Place | Nation             | Athlète            | Temps total*  |
| ----- | ------------------ | ------------------ | ------------- |
| 1er   | États-Unis         | Ted Ligety         | 3 min 09 s 35 |
| 2e    | Croatie            | Ivica Kostelić     | 3 min 09 s 88 |
| 3e    | Autriche           | Rainer Schönfelder | 3 min 10 s 67 |
| 4e    | Suisse             | Daniel Albrecht    | 3 min 10 s 73 |
| 5e    | Italie             | Giorgio Rocca      | 3 min 10 s 74 |
| 6e    | République tchèque | Ondřej Bank        | 3 min 11 s 00 |
| 7e    | Suisse             | Marc Berthod       | 3 min 11 s 22 |
| 8e    | France             | Pierrick Bourgeat  | 3 min 11 s 29 |

*Temps total (Descente + 2 manches de Slalom)

### Luge F
| Place | Nation     | Athlète           | Temps          |
| ----- | ---------- | ----------------- | -------------- |
| 1er   | Allemagne  | Sylke Otto        | 3 min 07 s 979 |
| 2e    | Allemagne  | Silke Kraushaar   | 3 min 08 s 115 |
| 3e    | Allemagne  | Tatjana Hüfner    | 3 min 08 s 460 |
| 4e    | États-Unis | Courtney Zablocki | 3 min 08 s 852 |
| 5e    | Autriche   | Veronika Halder   | 3 min 09 s 087 |
| 6e    | Ukraine    | Liliya Ludan      | 3 min 09 s 275 |
| 7e    | Lettonie   | Anna Orlova       | 3 min 09 s 483 |
| 8e    | Autriche   | Nina Reithmayer   | 3 min 09 s 573 |

### Patinage de vitesse - 500 m F
| Place | Nation       | Athlète          | Temps             |
| ----- | ------------ | ---------------- | ----------------- |
| 1er   | Russie       | Svetlana Zhurova | 38 s 23 + 38 s 34 |
| 2e    | Chine        | Manli Wang       | 38 s 31 + 38 s 47 |
| 3e    | Chine        | Hui Ren          | 38 s 60 + 38 s 27 |
| 4e    | Japon        | Tomomi Okazaki   | 38 s 46 + 38 s 46 |
| 5e    | Corée du Sud | Lee Sang-hwa     | 38 s 69 + 38 s 35 |
| 6e    | Allemagne    | Jenny Wolf       | 38 s 70 + 38 s 55 |
| 7e    | Chine        | Wang Beixing     | 38 s 71 + 38 s 56 |
| 8e    | Japon        | Sayuri Osuga     | 38 s 74 + 38 s 65 |

## Médailles du jour
| Rang | Nations    | Médaille d'or, Jeux olympiques | Médaille d'argent | Médaille de bronze | Total |
| ---- | ---------- | ------------------------------ | ----------------- | ------------------ | ----- |
| 1er  | Allemagne  | 2                              | 1                 | 1                  | 4     |
| 2e   | Suède      | 2                              | 0                 | 0                  | 2     |
| 3e   | Russie     | 1                              | 0                 | 1                  | 2     |
| 4e   | États-Unis | 1                              | 0                 | 0                  | 1     |
| 5e   | Norvège    | 0                              | 2                 | 1                  | 3     |
| 6e   | Chine      | 0                              | 1                 | 1                  | 2     |
| 7e   | Canada     | 0                              | 1                 | 0                  | 1     |
| -    | Croatie    | 0                              | 1                 | 0                  | 1     |
| 9e   | Autriche   | 0                              | 0                 | 1                  | 1     |
| -    | Finlande   | 0                              | 0                 | 1                  | 1     |